# Formula Tasman 1966
La stagione 1966 della Formula Tasman fu la terza della serie.  Si disputò tra l'8 gennaio e il 1º marzo, su otto prove. Venne vinta dal pilota britannico Jackie Stewart su BRM.

## La pre-stagione

### Calendario
Le gare tornano nuovamente a 8. Si torna a correre a Lakeside.
| Gara | Nome                         | Circuito                   | Giri | Lunghezza          | Data        |
| ---- | ---------------------------- | -------------------------- | ---- | ------------------ | ----------- |
| 1    | Gran Premio di Nuova Zelanda | Circuito di Pukekohe       | 40   | 40x3,540=141,61 km | 8 gennaio   |
| 2    | Levin International          | Circuito di Levin          | 28   | 28x1,770=49,56 km  | 15 gennaio  |
| 3    | Lady Wigram Trophy           | Circuito di Wigram         | 44   | 44x3,730=161,14 km | 22 gennaio  |
| 4    | Teretonga International      | Circuito di Teretonga Park | 40   | 40x2,413=111,03 km | 29 gennaio  |
| 5    | Tasman 100                   | Circuito di Warwick Farm   | 45   | 45x3,621=162,95 km | 13 febbraio |
| 6    | Gran Premio d'Australia      | Circuito di Lakeside       | 66   | 66x2,414=159,32 km | 20 febbraio |
| 7    | Sandown Park 100             | Circuito di Sandown        | 54   | 54x3,103=167,56 km | 27 febbraio |
| 8    | Examiner 45 Mile Race        | Circuito di Longford       | 26   | 26x7,242=188,29 km | 1º marzo    |

- Con sfondo scuro le gare corse in Australia, con sfondo chiaro quelle corse in Nuova Zelanda.

## Risultati e classifiche

### Gare
| Gara | Circuito     | Tempo     | Velocità    | Pole Position  | GPV            | Vincitore       | Vettura      |
| ---- | ------------ | --------- | ----------- | -------------- | -------------- | --------------- | ------------ |
| 1    | Pukekohe     | 1h02'56"5 | 135 km/h    |                | Graham Hill    | Graham Hill     | BRM          |
| 2    | Levin        | 23'12"02  | 128,14 km/h |                | Frank Gardner  | Richard Attwood | BRM          |
| 3    | Wigram       | 1h03'44"1 | 151,69 km/h |                | Jackie Stewart | Jackie Stewart  | BRM          |
| 4    | Teretonga    | 49'04"8   | 135,76 km/h |                | Jackie Stewart | Jackie Stewart  | BRM          |
| 5    | Warwick Farm | 1h11'03"6 | 137,6 km/h  | Jim Clark      | Jim Clark      | Jim Clark       | Lotus-Climax |
| 6    | Lakeside     | 1h02'38"4 | 152,61 km/h | Jackie Stewart | Jackie Stewart | Graham Hill     | BRM          |
| 7    | Sandown      | 59'37"1   | 168,62 km/h | Jack Brabham   | Jackie Stewart | Jackie Stewart  | BRM          |
| 8    | Longford     | 1h02'55"4 | 179,55 km/h | Jackie Stewart | Jackie Stewart | Jackie Stewart  | BRM          |

### Classifica Piloti
Al vincitore vanno 9 punti, 6 al secondo, 4 al terzo, 3 al quarto, 2 al quinto e 1 al sesto. Va scartato un risultato delle gare neozelandesi e uno di quelle australiane.
| Punti | 9 | 6 | 4 | 3 | 2 | 1 |

| Pos | Pilota           | NZL | LEV | LWT | TER | TAS | AUS | SAN | EXA | Punti   |
| --- | ---------------- | --- | --- | --- | --- | --- | --- | --- | --- | ------- |
| 1   | Jackie Stewart   | 2   | Rit | 1   | 1   | 4   | Rit | 1   | 1   | 45      |
| 2   | Graham Hill      | 1   |     |     |     | 2   | 1   | (3) | 2   | 30 (34) |
| 3   | Jim Clark        | Rit | 2   | Rit | Rit | 1   | 3   | 2   | 7   | 25      |
| 4   | Jim Palmer       | 3   | (5) | 3   | 3   | (6) | 4   | 4   | 4   | 21 (24) |
| 5   | Frank Gardner    | Rit | Rit | Rit | 2   | 3   | 2   | 5   | (6) | 18 (19) |
| 6   | Richard Attwood  |     | 1   | 2   | Rit |     |     |     |     | 15      |
| 7   | Spencer Martin   | Rit | 3   | 4   | Rit | 5   | Rit | Rit | 5   | 11      |
| 8   | Dennis Marwood   | 4   | 7   | 6   | 4   | 10  | Rit |     |     | 7       |
| 9   | Roly Levis       | 8   | 4   | 7   | 5   | Rit | NQ  |     |     | 5       |
| 10  | Jack Brabham     |     |     |     |     |     |     | Rit | 3   | 4       |
| 11  | Andy Buchanan    | Rit | 9   | 5   | Rit | NP  | 7   |     |     | 2       |
| 12  | Leo Geoghegan    | 5   |     |     |     | 7   | Rit | Rit |     | 2       |
| 13  | Kevin Bartlett   |     |     |     |     | Rit | 5   | 8   |     | 2       |
| 14  | Ken Sager        | 6   | 8   | Rit | 6   |     |     |     |     | 2       |
| 15  | Red Dawson       | 7   | 6   | Rit | Rit |     |     |     |     | 1       |
| 16  | Glyn Scott       |     |     |     |     | Rit | 6   |     |     | 1       |
| =   | Les Howard       |     |     |     |     | NP  | NQ  | 6   |     | 1       |
| 18  | John Riley       | Rit | NQ  | Rit | 7   |     |     |     |     | 0       |
| =   | Greg Cusack      |     |     |     |     | Rit | Rit | 7   |     | 0       |
| 20  | Dene Hollier     | 9   | Rit | 8   | 8   |     |     |     |     | 0       |
| 21  | John Harvey      |     |     |     |     | 8   | 8   | Rit |     | 0       |
| 22  | Peter Gillum     |     |     | 9   | 10  |     |     |     |     | 0       |
| 23  | Ray Thackwell    | 11  | Rit | Rit | 9   |     |     |     |     | 0       |
| 24  | Bob Jane         |     |     |     |     | 9   |     |     |     | 0       |
| 25  | Ken Smith        | 12  | 10  |     |     |     |     |     |     | 0       |
| 26  | Neil Whittaker   | 10  | NQ  |     |     |     |     |     |     | 0       |
| 27  | Allan Rhodes     |     |     | Rit | 11  |     |     |     |     | 0       |
| 28  | Tony Shaw        |     |     |     | 12  |     |     |     |     | 0       |
| —   | Bill Stone       | Rit |     |     |     |     |     |     |     | 0       |
| —   | Graeme Lawrence  | Rit | NP  | Rit | Rit |     |     |     |     | 0       |
| —   | Bill Caldwell    | NP  | Rit | Rit | Rit |     |     |     |     | 0       |
| —   | Mel McEwin       |     |     |     |     | Rit | Rit | Rit |     | 0       |
| —   | Don O'Sullivan   |     |     |     |     | Rit |     | Rit |     | 0       |
| —   | John McDonald    |     |     |     |     | Rit | Rit | Rit | Rit | 0       |
| —   | Don Fraser       |     |     |     |     |     |     | Rit |     | 0       |
| —   | Brian Innes      | NP  |     |     |     |     |     |     |     | 0       |
| —   | Paul Bolton      |     |     |     |     | NP  |     |     |     | 0       |
| —   | Peter Williamson |     |     |     |     | NP  |     |     |     | 0       |
| Pos | Pilota           | NZL | LEV | LWT | TER | TAS | AUS | SAN | EXA | Punti   |

| Colore  | Risultato             |
| ------- | --------------------- |
| Oro     | Vincitore             |
| Argento | 2º posto              |
| Bronzo  | 3º posto              |
| Verde   | Finito a punti        |
| Blu     | Finito senza punti    |
| Viola   | Ritirato (Rit)        |
| Viola   | Non classificato (NC) |
| Rosso   | Non qualificato (NQ)  |
| Nero    | Squalificato (SQ)     |
| Bianco  | Non partito (NP)      |
| Bianco  | Non ha gareggiato     |
| Bianco  | Infortunato (INF)     |
| Bianco  | Escluso (ES)          |
| Bianco  | Gara cancellata (C)   |